# Израел
Израел (на иврит: מְדִינַת יִשְׂרָאֵל) е съвременна частично призната държава в Близкия изток, югоизточната част на Средиземно море. Въпреки че географски се намира изцяло в Азия, поради проблемите, които има със съседите си, често политически е приемана и като част от Европа. Страната членува в различни европейски структури, включително и при всички спортни прояви тя участва в квалификации или турнири като европейска държава.
Израел е демократична парламентарна република. Тя е единствената еврейска държава в света.
Израел граничи с Ливан, Сирия, Йордания и Египет, но има мирни договори само с последните две държави. Има излаз на Средиземно море, залива Ейлат/Акаба на Червено море, и Мъртво море. В Израел живеят главно евреи. Най-многобройните малцинства в страната са израелските араби – мюсюлмани, християни и друзи. В Израел има Палестинска автономия на територията на Западния бряг на река Йордан и ивицата Газа, която е на път да се превърне в отделна държава. В Израел има и много източноправославни неараби, предимно имигранти от бившия Съветски съюз. Там живеят и около 50 хил. български евреи.

## Име
Преди създаването на днешната държава името Израел се използва както за Ерец Израел – страната, обитавана от евреите през Древността, така и в преносен смисъл за общността на всички евреи по света. То има корен в Стария Завет, където Яков, който е родоначалник на евреите, е преименуван на Израил, след като се бори с ангел или самия Бог (никой не побеждава). Самото име Израил означава „който се бори с Бога“.
Най-старото археологическо свидетелство за използването на думата Израел, освен като лично име, е Стелата на Мернептах от Древен Египет. Тя е датирана към края на 13 век пр. Хр. и споменава народ с това име.

## География
Израел се намира на източния бряг на Средиземно море, между Ливан на север, Сирия на североизток, Йордания на изток и Египет на югозапад. В най-южния си край има ограничен излаз на Червено море. Територията на Израел, без да се включват областите, завладени през Шестдневната война от 1967 г., е около 20 770 km². Общата територия под израелска юрисдикция включва още Източен Йерусалим и Голанските възвишения и е с площ 22 072 km². С включване на зоните на Западния бряг, които са част от Палестинската автономия, но на практика са под военен и частичен граждански контрол на Израел, територията на страната е 27 799 km².
Въпреки малкия си размер, в Израел има множество различни природногеографски области – от пустинята Негев на юг до планините в Галилея, Кармел и Голан на север. В Израелската крайбрежна равнина до Средиземно море живеят около 70% от жителите на страната. На изток от централната хълмиста област се намира Йорданската рифтова долина, малка част от дългата 6500 km Голяма рифтова долина. Река Йордан тече по Йорданската рифтова долина от планината Хермон през долината Хула и Галилейското езеро до Мъртво море, най-ниската точка на световната суша.
Уникални за Израел и съседния Синайски полуостров са ерозионните образувания, подобни на циркуси, наричани махтеш. Най-големият в света е Махтеш Рамон в пустинята Негев, който има размери 40 на 8 km. Според доклад за състоянието на околната среда в Средиземноморието, в Израел има най-голям брой растителни видове на единица площ.
Температурите в Израел варират в широки граници, особено през зимата. В планинските райони времето може да бъде ветровито и студено, понякога дори с валежи от сняг. В Йерусалим обикновено сняг вали поне веднъж годишно. В същото време крайбрежните градове, като Тел Авив и Хайфа, имат типичен средиземноморски климат, с хладна и дъждовна зима и дълго горещо лято. Най-високата температура, измервана в Азия, е 53,7 °C, отчетени през 1942 г. в кибуца Тират Цви в северната част на долината на река Йордан. Между май и септември валежите в Израел са рядкост. Поради оскъдността на водните ресурси, в страната са развити различни технологии за спестяване на вода, като капковото напояване. Израелците се възползват от топлия и сух климат на страната, за да произвеждат слънчева енергия, като страната е най-големият производител в света на глава от населението.

## История
Израел е създадена през 1948 г. с резолюция на ООН. Създаването на Израел има дълга предистория, чието начало е в зараждането на ционизма. Две произведения изиграват значителна роля за утвърждаването на ционистката идея – „Рим и Йерусалим“ на Мозес Хес и „Еврейската държава – опит за модерно разрешение на еврейския въпрос“ на Теодор Херцел.  Архив на оригинала от 2012-04-17 в Wayback Machine.
Основаването на държавата Израел е част от хилядолетната история на евреите. Давидово царство е първото единно държавно формирование на евреите. Според повечето историци, то е съществувало между 1020 и 930 г. пр. Хр. и е основано, след като еврейските народи в Ерец Израел, преди това обединени в племена от т.нар. Съдии на Израил, образуват съюз. Саул, от племето на последния според книгата Битие син на Яков – Вениамин, става първият цар на държавата (разказано е в Библията, Първа книга на царете). Вторият цар – Давид, определя за столица Йерусалим и укрепва царството. Към 930 г. пр. Хр. обаче то отслабва и се разпада на Израилско и Юдейско царство. Към 720 пр. Хр. Асирия превзема Израил, а Юдея пада под вавилонска власт около 586 г. Така е поставено началото на т.нар. изселване на еврейския народ към Вавилон.
През 538 пр. Хр. цар Кир Велики дава свобода на всички покорени народи и така евреите се завръщат в първоначалните си територии. Впоследствие териториите на днешен Израел попадат под властта на Александър Велики, а впоследствие и на Римската империя. Създават се васални на Рим еврейски полудържави в рамките на провинция Сирия. През 66 сл. Хр. евреите организират въстание, но то е смазано от римляните, а през 70 г. император Тит нарежда Йерусалим и Храмът на Соломон да бъдат разрушени. Оттогава нататък римляните започват активни гонения на евреите. Около 617 г. византийският император Ираклий официално забранява еврейската религия (която вече е приемана за отделна от християнството). От 636 г. сл. Хр. започва арабското нашествие, продължило до 1099 (Първи кръстоносен поход). До 13 век Израел е владян от християните-кръстоносци, но към 13 век те го напускат и мюсюлманите завладяват тези територии. До 1517 г. управляват Мамелюците, а от 1517 до 1917 – Османската империя. До 19 век в Израел почти не са останали евреи – населението е предимно от арабски мюсюлмани и християни, а евреите са под 10%.
Векът на Просвещението довежда до даването на равни права на евреите в Европа, като по-светски настроените от тях впоследствие възприемат и идеите на рационализма, романтизма и национализма. Това явление е известно като Хаскала и довежда до появата на ционисткото движение през 1897 г., целящо създаване на „Еврейски национален дом“ (държава). В началото на 20 век се появяват няколко предложения къде да бъде основана еврейската държава. Сериозно обмислян вариант е била т.нар. Британска програма за Уганда, предложена от Британската империя на Теодор Херцл към 1903 г., според която британците са склонни да предоставят част от Източноафриканския протекторат, но тази идея не бива осъществена. Смъртта на Херцл през 1904 г. предизвиква разделение в движението, като се обособяват ционисти (с комунистически или социалистически възгледи) и ортодоксални евреи.
След края на Първата световна война е дадено началото на т.нар. Британски мандат в Палестина, според който териториите на днешните Израел, Йордания и част от днешен Ирак (дотогава провинции на Османската империя) са дадени на Британската империя. Между 1919 г. и 1923 г. в Палестина пристигат 40 000 евреи, предимно от Източна Европа. Заселниците от тази вълна са обучени на селско стопанство и са способни да развиват икономика. Въпреки емиграционната квота, установена от британските власти, към края на този период еврейското население нараства на 90 000 души. Блатата на Израелската долина и долината Хефер са пресушени и земята става годна за селскостопанска дейност. Голяма част от новодошлите хора по тези земи са ционистите-социалисти, противопоставящи се на ортодоксалното еврейство. Създават се първите колективни стопанства (кибуци). Ционистите започват да развиват профсъюзи, поемат контрола над здравеопазването, образованието и икономиката. Британският мандат е прекратен през 1948 г. и на 14 май премиерът Давид Бен Гурион обявява независимостта на израелската държава. Тя е призната веднага от САЩ, СССР и много други страни, но не и от съседните арабски държави. В следващите няколко дни близо 700 ливански, 1900 сирийски, 4000 иракски и 2800 египетски войници нападат новата държава, с което е поставено началото на израелско-арабските войни и на съвременния Израелско-арабски конфликт.

## Държавно устройство
Характерно за израелската система е, че страната няма писана конституция, като тази функция се изпълнява от 14 отделни закона, известни като Основни закони на Израел. Парламентът се нарича Кнесет и има 120 депутати, избирани за 4 години. Заседава в Йерусалим.
Държавният глава на Израел се избира от Кнесета за срок от 7 г. Президентът има задачата да посочи министър-председателя на страната.
Израел има многопартийна система, в която се открояват две големи политически партии – десният блок Ликуд и лявата Партия на труда. Често за съставянето на правителство е необходима помощта на малките партии – Национал-религиозната партия, ортодоксалната религиозна партия Шас, партиите Наш дом е Израел, или Мерец.

### Административно деление
Съществуват 57 общини с повече от 20 000 жители, 145 местни съветници, които управляват агломерации с население от 2000 до 20 000 души и 55 областни съвета, обединяващи 845 села. Местната власт е контролирана от министъра на вътрешните работи, който подготвя законопроектите, отнасящи се до общините, одобрява данъците, бюджета им и вътрешните им правилници.
Страната е разделена на 6 административни области: Йерусалим, Север (Назарет), Хайфа, Център (Рамла), Тел Авив, Юг (Беер Шева)

## Външна политика и въоръжени сили
На практика в състояние на постоянен конфликт, Израел води изключително сложна външна политика, ограничавайки контактите с проарабски страни от една страна, и постоянно търсейки партньори от друга.

### Външна политика
Израел се присъединява към ООН на 11 май 1949 г. Оттогава насам страната поддържа дипломатически отношения със 163 от 191 държави членки на организацията. От 1967 г. Израел поддържа отношения и с арабските и мюсюлмански страни, а от 1979 и 1994 съответно има споразумения за свободно преминаване на границите с Египет и Йордания. Някои държави първоначално са поддържали дипломатически отношения с еврейската държава, но впоследствие ги прекратяват (напр. Боливия, Венецуела, Мавритания през 2009; Нигер; Иран през 1979; Никарагуа през 2010); други не признават изобщо суверенитета ѝ (напр. Северна Корея, Сирия, Ирак, Тунис). Израел е в добри отношения със страните от Европейския съюз, Китай, Русия, Сингапур, Етиопия, Мианмар и е в отлични взаимоотношения с Индия и САЩ.
Израел се намира в центъра на т.нар. Арабско-израелски конфликт, който е определящ за цялата му външна политика. Началото и причините на този конфликт са обект на множество спорове, но като цяло има две оформени гледни точки:
- Израелско-арабският конфликт започва след създаването на ционисткото движение и последвалите го вълни от еврейски имигранти към т.нар. Обетована земя;
- Израелско-арабският конфликт е предизвикан от арабския национализъм, чиято основна цел е да обедини всички арабски народи в единна нация, сплотени от общ език, религия и култура.

Земите на днешен Израел, вкл. Палестина, са възприемани от евреите като „национален дом за еврейския народ“, докато панарабистите ги считат за изконна територия на палестинските араби.
Въпросният Израелско-арабски конфликт е причина за редица войни между държавата Израел и заобикалящите я мюсюлмански страни – най-вече Египет и Сирия. Такива са Арабско-израелската война от 1948, Суецката криза (1956), Шестдневната война (1967), Война на Йом Кипур (1973), операция Отбранителен щит срещу Интифадата ал-Акса (2002) и войната с Ливан (2006). Израел побеждава във всички тези войни (с изключение на Суецката криза, където въпреки египетската победа спечелва Синайския полуостров).

### Въоръжени сили
Израелските отбранителни сили (ИОС) (иврит: צבא הגנה לישראל Цъва Агана Ле-Исраел („Войскови сили за отбрана на Израел“), често наричана Ца'ал или ЦА'АЛ, е името на израелските въоръжени сили (сухопътни сили, военновъздушни сили и военноморски флот).
Създадени са на 31 май 1948 г. (след основаването на Израел) за да „защитават съществуването, териториалната цялост и суверенитета на израелската държава“ и да „предпазват жителите на Израел и да се борят срещу всички форми на тероризма, които застрашават всекидневния живот.“ Предшествениците на ИОС са Агана (най-вече операционното му крило Палмах), Иргун и британските въоръжени сили (най-вече еврейската бригада, която се бие по време на Втората световна война). Тайните организации Иргун (Ецел) и Лехи действат съвместно с ИОС до края на Арабско-Израелската война от 1948, след което са разпуснати.
В Израел военната служба е 24 месеца за жените и 36 месеца за мъжете. Освободени от военна служба са само ултрарелигиозните евреи, израелските араби, всички неевреи, бременните или омъжени жени. До навършването на 42-рата си година всички мъже подлежат на едномесечен запас всяка година, а жените – до навършването на 24-годишна възраст. Числеността на редовната войска е 187 000 души, а военният резерв се изчислява на 445 000 души, по данни от края на 2010 г. Това прави Израел една от най-милитаризираните страни в света, имайки предвид малкото ѝ население от 8 милиона души. Военният бюджет също е много голям – 14,31 млрд. щ.д. за 2009 г., включвайки помощите от САЩ.
Страната има над 4000 съвременни танка и над 10 000 бронирани машини, както и над 2000 бойни самолета и вертолета. Техниката на Израел е последно поколение, като страната освен внос осъществява и разработка на пълен спектър въоръжения – безпилотни самолети, броня, лазерно оръжие, космически спътници и балистични ракети. Цялата територия на Израел е защитена от т.нар. Железен купол (ракетен щит). Вероятно още от 1967 г. страната разполага със собствено атомно оръжие, разработено в изследователския център край Димона, в пустинята Негев. По неофициални данни ядреният арсенал наброява не по-малко от 80 бойни глави, като Израел разполага с междуконтинентални ракети тип Йерихон-3 с обсег до 11 500 km.

## Икономика
Израел е технологично силно развита пазарна икономика със значителен държавен сектор. През 2014 г. Израел е на 55-о място в света по брутен вътрешен продукт (268 милиарда щатски долара) и на 34-то по брутен вътрешен продукт на глава от населението (32 691 щ.д. на човек) по паритет на покупателната способност.
Въпреки ограничените природни ресурси на страната, интензивното развитие на селското стопанство дава възможност на Израел да задоволява нуждите си от храни, с изключение на зърно и месо. Други основни продукти от вноса, достигащ 47,8 милиарда щатски долара (2006), са изкопаемите горива, суровините за промишлеността и военното оборудване. Израелският износ, в размер на 42,9 млрд. щ.д. (2006), е главно на плодове и зеленчуци, фармацевтични продукти, софтуер, химически продукти, военно оборудване и обработени диаманти.
Туризмът, особено религиозният, е много добре развит отрасъл с добра инфраструктура. Годишно страната се посещава от 3 милиона туристи (2008).

## Население
Население – 8 345 000 жит (2015). Гъстота – 323,2 д/km². Естествен прираст – 15. Средна продължителност на живота – мъже – 80 г., жени – 84 г.
Етнически състав – евреи – 75%, палестински араби – 17%, други – 8%.
Официални езици – иврит (староеврейски) и арабски. Други – руски, английски, френски, испански, идиш.
Конфесионален състав – юдаисти – 75%, мюсюлмани – 16% (от тях сунити – 86,9%, шиити-друзи – 13,1%), християни – 2,7% (от тях православни – 30,5%, гръко-католици (униати) – 38,1%, католици – 15,2%, протестанти – 5,6%, други – 10,6%).
В Израел живеят около 50 000 български евреи.

### Образование
В Израел образованието има средно очаквана продължителност 15 години и процент на грамотност от 97,1%, според ООН.
Образованието е задължително за деца между 3 и 18 години.

## Култура
Културата в Израел е представена по различен начин. Тя бива „местна“ и „вносна“. Въпреки факта, че е сравнително млада държава, на територията на Израел има вече създадени традиции в различните направления на културата – изградени са модерни зали – галерии, в които са представени евреи – творци от цял свят. Един от известните театри е театър „Гешер“ – т.нар. руски театър. През 1995 г. идват хиляди руски имигранти – музиканти, които сформират състава на държавния театър и филхармония, стават „ядрото“ на културния живот в по-големите градове. Част от тях не са с еврейски произход, но поради големия принос за културния живот на страната те приемат юдаизма и биват признати за евреи.
Световни знаменитости в днешно време правят задължителна „спирка“ в Тел Авив и Йерусалим по време на световните си турнета. По време на национални празници и тържества на евреи, дошли от различни краища на света, се провеждат качествени концерти и тържества, на които се канят чуждестранни състави – театрални, балетни, фолклорни, музикални, които неизменно спомагат за повишаване нивото на местните културни прояви. Изявите са изключително прецизно подбрани – както за задоволяване интересите на „местните – изселилите се от дадена страна евреи и носталгичните им спомени“, така и за представяне на чужди култури пред по-широка публика. Т.е. работи се на принципа „Всичко, което ни липсва, можем да си го внесем от чужбина!“ Прави се всичко в полза на развитието на творческите наклонности на младото поколение – изградени са модерни центрове за деца и възрастни, желаещи сами да се докоснат до „голямото изкуство“. Те са посещавани целогодишно – провеждат се уърк-шопове, правят се инсталации… Провеждат се спектакли на открито, сцените са направо на улицата и в тях публиката неусетно става участник в представлението. Старият квартал Неве Цедек на Тел Авив е територия, „запазена“ за творци. Те живеят и творят в своите ателиета, част от които са галерии или превърнати в малки магазинчета за сувенири ръчна изработка. Самите стени на част от къщите сами по себе си представляват една галерия на открито – изрисувани са и са обявени за „световно наследство“ на Юнеско. За тяхното поддържане се отпускат средства, въпреки че земята е изключително скъпа и е „по-рентабилно“ на тяхно място да се построят високи здания. Този квартал е нещо като съвременен оазис сред небостъргачите, които го ограждат. Въпрос на време и спазване на заповедта за ограничение на строежите там, за да се опази тази територия само като исторически паметник на първите заселници и съвременната израелска култура.

## Други
- Комуникации в Израел
- Транспорт в Израел
- Въоръжени сили на Израел
- Външна политика на Израел